# Липовый Рог (Киевская область)
Липовый Рог (укр. Липовий Ріг) — село, входит в Мироновский район Киевской области Украины.
Население по переписи 2001 года составляло 303 человека. Почтовый индекс — 08811. Телефонный код — 4574. Занимает площадь 12 км². Код КОАТУУ — 3222985402.

## Местный совет
08811, Київська обл., Миронівський р-н, с.Пії, вул.Кірова,14